# Lotus Software
Lotus Software, до своего приобретения IBM называвшаяся Lotus Development Corporation, была американской компанией - разработчиком программного обеспечения, базировавшейся в Массачусетсе.
Lotus получила широкую известность благодаря приложению для работы с электронными таблицами Lotus 1-2-3, первому многофункциональному, удобному для пользователя, надежному продукту с поддержкой WYSIWYG, который стал широко доступен на заре IBM PC, в те годы, когда пользовательский интерфейс ещё не был графическим. Гораздо позже, совместно с Iris Associates Рэя Оззи, Lotus также выпустила программное обеспечение для коллективной работы и систему электронной почты Lotus Notes. IBM приобрела компанию в 1995 году за 3,5 миллиарда долларов США, в первую очередь для приобретения Lotus Notes и обеспечения присутствия во все более важном сегменте клиент-серверных вычислений, который быстро делал продукты того же класса, разрабатывавшиеся для мейнфреймов, такие как IBM OfficeVision, устаревшими.
6 декабря 2018 г. IBM объявила о продаже Lotus Software/Domino индийской компании HCL за 1,8 млрд долларов.

## История
Компания была основана в 1982 году бизнесменами Митчем Капором и Джонатаном Саксом при финансовой поддержке Бена Розена. Первым продуктом Lotus было программное обеспечение для презентаций для Apple II, известное как Lotus Executive Briefing System. Капор основал Lotus после того, как оставил свой пост руководителя отдела разработки в VisiCorp, дистрибьюторе электронных таблиц VisiCalc, и продал все свои права на Visi-Plot и Visi-Trend компании Visi-Corp.
Вскоре после того, как Капор покинул Visi-Corp, он и Сакс создали интегрированную программу для работы с электронными таблицами и графикой. Несмотря на то, что IBM и VisiCorp заключили соглашение о сотрудничестве, согласно которому электронная таблица VisiCalc поставлялась в комплекте с ПК, производимыми IBM, продукт Lotus был настолько лучше, что сумел завоевать рынок. Lotus выпустила Lotus 1-2-3 26 января 1983 года. Название относится к трем способам использования продукта: в качестве электронной таблицы, текстового процессора и менеджера баз данных. На практике последние две функции использовались реже, но 1-2-3 была самой мощной доступной программой для работы с электронными таблицами.
Lotus почти сразу же добилась успеха, став третьей по величине в мире компанией по производству программного обеспечения для микрокомпьютеров в 1983 году с объемом продаж 53 миллиона долларов за первый год, в то время как в бизнес-плане присутствовал прогноз продаж в 1 миллион долларов. В 1982 году Джим Манзи — выпускник Университета Колгейт и Школы права и дипломатии Флетчера — пришел в Lotus в качестве консультанта по вопросам управления в McKinsey & Company, а через четыре месяца стал ее сотрудником. В октябре 1984 года он был назначен президентом, а в апреле 1986 года назначен генеральным директором, сменив Капора. В июле того же года он также стал председателем правления. Манзи оставался во главе Lotus до 1995 года.

## Период доминирования на рынке
По мере роста популярности персональных компьютеров Lotus быстро стала доминировать на рынке электронных таблиц. Lotus представила другие офисные продукты, такие как Symphony Рэя Оззи в 1984 году и офисный пакет Jazz для компьютера Apple Macintosh в 1985 году. Jazz очень плохо продавался (в книге Гая Кавасаки «Путь Macintosh» Lotus Jazz был описан как настолько плохой, «даже люди, которые его пиратили, вернули его». Также в 1985 году Lotus купила разработчика VisiCalc Software Arts и прекратила выпуск этой программы).
В конце 1980-х годов компания Lotus разработала Lotus Magellan, поисковую утилиту по файлам на локальном компьютере . В этот же период были выпущены текстовый процессор Manuscript, инновационный менеджер личной информации (PIM) Lotus Agenda, и Improv, новаторский пакет моделирования использующий электронную таблицу для платформы NeXT. Все эти продукты провалились, и ни один из них не оказал существенного влияния на рынок.

### Диверсификация бизнеса и поглощение IBM
В 1990-х годах, чтобы конкурировать с приложениями Microsoft для Windows, Lotus пришлось покупать такие продукты, как Ami Pro (текстовый процессор), Approach (база данных) и Threadz, который был переименован в Lotus Organizer. Несколько приложений (1-2-3, Freelance Graphics, Ami Pro, Approach и Lotus Organizer) были объединены под названием Lotus SmartSuite. Хотя SmartSuite поставлялся в комплекте со многими ПК по низкой цене и, возможно, изначально был более популярен, чем Microsoft Office, Lotus быстро утратил свое господство на рынке настольных приложений с переходом от 16-разрядных к 32-разрядным приложениям, работающим в Windows 95. Во многом из-за того, что, сосредоточив большую часть своих ресурсов разработки на наборе приложений для новой (и, в конечном итоге, коммерчески неудачной) операционной системы IBM OS/2, Lotus опоздала с выпуском своего набора 32-разрядных продуктов и не смогла извлечь выгоду из перехода на новую версию Windows. Последним значительным новым выпуском был SmartSuite Millennium Edition, выпущенный в 1999 году.
Доработка пакета была прекращена в 2000 году, а техническое сопровождение было перенесено за границу. Последнее обновление было выпущено в 2014 году.
Lotus начал свою диверсификацию с бизнеса программного обеспечения для настольных ПК, сделав в 1984 году стратегические инвестиции в компанию Iris Associates Рэя Оззи, создавшую свою платформу группового программного обеспечения Lotus Notes. В результате этого раннего спекулятивного шага Lotus приобрела значительный опыт в области сетевых коммуникаций за годы до того, как другие конкуренты в мире ПК даже начали думать о сетевых вычислениях или Интернете. Первоначально Lotus вывела Lotus Notes на рынок в 1989 году, а затем усилила свое присутствие на рынке с приобретением пакета электронной почты cc:Mail в 1991 году. В 1994 году Lotus приобрела Iris Associates. Доминирующее положение Lotus в области программного обеспечения для коллективной работы привлекло IBM, которой необходимо было сделать стратегический шаг от продуктов для обмена сообщениями для мейнфреймов и укрепить свое присутствие в клиент-серверных вычислениях, но вскоре это также вызвало жесткую конкуренцию со стороны Microsoft Exchange Server.
Во втором квартале 1995 года IBM подала враждебную заявку на покупку Lotus по цене 60 долларов за акцию, в то время как акции Lotus торговались всего по 32 доллара. Джим Манци искал потенциальных «белых рыцарей» и вынудил IBM увеличить свою ставку до 64,50 долларов за акцию для выкупа Lotus за 3,5 миллиарда долларов в июле 1995 года. 11 октября 1995 года Манзи объявил о своем уходе из того, что стало подразделением Lotus Development IBM; он ушел с акциями на сумму 78 миллионов долларов.

### Дальнейшее использование имени, веб-сайта и торговой марки
Первоначально IBM позволила Lotus разрабатывать, продвигать и продавать свои продукты под собственной торговой маркой. Реструктуризация в январе 2001 года[ привела маркетинговую политику Lotus в большее соответствие с деятельностью материнской компании IBM. Кроме того, IBM перенесла ключевые маркетинговые и управленческие функции из Кембриджа, штат Массачусетс, в офис IBM в Нью-Йорке.
Постепенно веб-сайт Lotus.com изменил раздел «О нас» на своем веб-сайте, чтобы исключить ссылки на «Lotus Development Corporation». На веб-странице Lotus.com в 2001 году компания была четко обозначена как «Lotus Development Corporation», на ней присутствовала страница, озаглавленная «Слово генерального директора». К 2002 году раздел «О нас» был удален из меню сайта, а логотип Lotus был заменен логотипом IBM. К 2003 году ссылка «О Lotus» вернулась на страницу Lotus.com на боковой панели, но на этот раз компания идентифицировалась как «Программное обеспечение Lotus от IBM» и указывала в своей контактной информации «Lotus Software, IBM Software Group». К 2008 году доменное имя Lotus.com перестало показывать отдельный сайт, вместо этого перенаправляя на www.ibm.com/software/lotus, а в 2012 году сайт прекратил все ссылки на Lotus Software в пользу IBM Collaboration Solutions.
IBM прекратила разработку IBM Lotus Symphony в 2012 году, окончив её выпуск на версии 3.0.1 и перенеся будущие усилия по разработке на Apache OpenOffice. Компания пожертвовала исходный код Symphony Apache Software Foundation. Позже, в том же году IBM объявила о прекращении поддержки бренда Lotus, а 13 марта 2013 года IBM объявила о выпуске IBM Notes и Domino 9.0 Social Edition, заменяющих предыдущие версии IBM Lotus Notes и IBM Lotus Domino, что ознаменовало конец использования Lotus как активного бренда.
6 декабря 2018 года IBM объявила о продаже Lotus Software/Domino компании HCL за 1,8 миллиарда долларов.